# Ієлі
Ієлі (груз. იელი) — село в Грузії.
За даними перепису населення 2014 року в селі проживає 44 особи.